# Ryuthela sasakii
Espèce
Synonymes
- Ryuthela secundaria Ono, 1997

Ryuthela sasakii est une espèce d'araignées mésothèles de la famille des Liphistiidae.

## Distribution
Cette espèce est endémique de Kume-jima dans les iles Okinawa dans l'archipel Nansei au Japon,.

## Description
La femelle holotype mesure 13,0 mm et le mâle paratype 9,5 mm.
Les mâles mesurent de 9,80 à 13,60 mm et les femelles de 7,68 à 14,95 mm..

## Systématique et taxinomie
Cette espèce a été décrite par Ono en 1997.
Les espèces Ryuthela secundaria et Ryuthela owadai ont été placées en synonymie par Tanikawa en 2013. Ryuthela owadai a été relevé de synonymie par Xu, Liu, Ono, Chen, Kuntner et Li en 2017.

## Étymologie
Cette espèce est nommée en l'honneur de Takeshi Sasaki.

## Publication originale
- Ono, 1997 : « New species of the genera Ryuthela and Tmarus (Araneae, Liphistiidae and Thomisidae) from the Ryukyu Islands, southwest Japan. » Bulletin of the National Science Museum, vol. A, vol. 23, p. 149-163 (texte intégral).